# Szawlany
Szawlany (lit. Šiaulėnai) – miasteczko na Litwie, położone w okręgu szawelskim w rejonie radziwiliskim, 22 km na południowy zachód od Radziwiliszek przy drodze Radziwiliszki–Cytowiany, 890 mieszkańców (2001). Siedziba starostwa Szawlany. 
Znajduje się tu kościół z kaplicą, szkoła, poczta i biblioteka. 
Od 1995 roku miasteczko posiada własny herb.